# Municipio de San Pedro y San Pablo Tequixtepec
El municipio de San Pedro y San Pablo Tequixtepec es uno de los 570 municipios en que se encuentra dividido el estado mexicano de Oaxaca. Se localiza en su extremo noroeste, en los límites con el estado de Puebla y su cabecera es el pueblo del mismo nombre.

## Geografía
El municipio de San Pedro y San Pablo se encuentra en el extremo noroeste del estado de Oaxaca, forma parte de la región Mixteca y del distrito de Huajuapan. Tiene una extensión territorial de 180.813 kilómetros cuadrados y sus coordenadas geográficas extremas son 18°1′ - 18°11′ de latitud norte y 97°33′ - 97°52′ de longitud oeste, su altitud fluctúa entre 1400 y 2600 metros sobre el nivel del mar.
Limita al norte con el municipio de Cosoltepec y con el municipio de Santiago Chazumba, al sureste con el municipio de Santiago Miltepec, el municipio de San Juan Bautista Suchitepec y el municipio de Santa Catarina Zapoquila y al suroeste y sur con el municipio de Heroica Ciudad de Huajuapan de León. Al este, oeste y sur limita con el estado de Puebla, al este con el municipio de Zapotitlán y con el municipio de Caltepec, al oeste con el municipio de Petlalcingo y al sur con el municipio de San Miguel Ixitlán.

## Demografía
De acuerdo a los resultados del Censo de Población y Vivienda realizado en 2010 por el Instituto Nacional de Estadística y Geografía; la población total del municipio de San Pedro y San Pablo Tequixtepec asciende a 1 878 habitantes, de los que 851 son hombres y 1 027 son mujeres.
La densidad de población asciende a un total de 10.39 personas por kilómetro cuadrado.

### Localidades
El municipio incluye en su territorio un total de 21 localidades. Las principales, considerando su población del censo de 2010 son:
| Localidad                         | Población |
| Total Municipio                   | 1 878     |
| San Pedro y San Pablo Tequixtepec | 458       |
| San Miguel Ixtápam                | 355       |
| San Juan Yolotepec                | 212       |
| San Francisco Huapanapa           | 206       |
| San José Trujápam                 | 177       |
| Santa Catalina Chinango           | 153       |
| Santa María Mixquixtlahuaca       | 145       |

## Política
El gobierno de San Pedro y San Pablo Tequixtepec se rige por principio de usos y costumbres que se encuentra vigente en un total de 424 municipios del estado de Oaxaca y en las cuales la elección de autoridades se realiza mediante las tradiciones locales y sin la intervención de los partidos políticos. 
El ayuntamiento de San Pedro y San Pablo Tequixtepec está integrado por el presidente municipal, un síndico y un cabildo integrado por tres regidores.

### Representación legislativa
Para la elección de diputados locales al Congreso de Oaxaca y de diputados federales a la Cámara de Diputados federal, el municipio de San Pedro y San Pablo Tequixtepec se encuentra integrado en los siguientes distritos electorales:
Local:
- Distrito electoral local de 6 de Oaxaca con cabecera en Heroica Ciudad de Huajuapan de León.[4]

Federal:
- Distrito electoral federal 3 de Oaxaca con cabecera en Heroica Ciudad de Huajuapan de León.[5]